# Парламентські вибори у Словаччині 2012
Дострокові парламентські вибори у Словаччині відбулися 10 березня 2012 року після падіння уряду Івети Радічової, яка поєднала голосування про фінансову підтримку Греції перед кризою в рамках тзв. «євровалу» з голосуванням про довіру її уряду наперекір тому, що одна з чотирьох тодішніх коаліційних партій Свобода і солідарність попереду заявляла, що буде голосувати проти підтримки Греції. Голосування в Національній раді пройшло без попередніх домовленостей правих коаліційних партій а також без великої снаги знайти поступки.
Явка виборців була помірковано низькою— становила 59,11 % (з 4,392,451 потенційних виборців проголосувало всього 2,596,443), дійсних голосів було лише 58,14 %.
У виборах взяло участь 26 політичних партій, з яких 6 потрапило в Національну раду.
Переможцем стала ліва опозиційна партія КУРС—СД, за яку проголосувало 1,134,280 або 44,42 % виборців і здобула абсолютну більшість— 83 із 150 крісел і сформувала другий уряд Роберта Фіцо. Християнські демократи отримали 8,82 % голосів і здобули 16 мандатів. Подібний результат здобула і ново сформована політична партія «Звичайні люди та незалежні особистості», яка виникла відділенням фракції іншої партії— Свобода і солідарність, 8,56 % голосів (16 мандатів). Партія «Міст—Гід» сформована з представників національних меншин, передусім угорської та декілька особистостей з лідером відносно без скандалів Белою Бугаром, який із своїм крилом після внутрішнього партійного конфлікту виступив із Партії угорської коаліції, здобула 6,90 % голосів (13 мандатів). Права Словацька демократична і християнська унія — Демократична партія зазнала повного провалу в порівнянні з попередніми виборами і здобула 6,10 % (11 мандатів). Ліберальна Свобода і солідарність, здобула 5,88 % (11 мандатів).
Поза межами парламенту опинились національно ор'єнтовані Словацька національна партія (4,56 %) та Партія угорської коаліції (4,29 %), інші політичні партії здобули менше 2 % голосів.

## Результати
| Партії та блоки                           | Партії та блоки                                                     | Партії та блоки                                                     | Голоси    | %      | Місця | Зміни пор. з поперед. |
| ----------------------------------------- | ------------------------------------------------------------------- | ------------------------------------------------------------------- | --------- | ------ | ----- | --------------------- |
|                                           | Курс — соціальна демократія                                         | Курс — соціальна демократія                                         | 1,134,280 | 44.42  | 83    | +21                   |
|                                           | Християнсько-демократичний рух                                      | Християнсько-демократичний рух                                      | 225,361   | 8.82   | 16    | +1                    |
|                                           | Звичайні люди та незалежні особистості                              | Звичайні люди та незалежні особистості                              | 218,537   | 8.56   | 16    | *                     |
|                                           | Міст-Гід                                                            | Міст-Гід                                                            | 176,088   | 6.90   | 13    | −1                    |
|                                           | Словацький демократичний і християнський союз — Демократична партія | Словацький демократичний і християнський союз — Демократична партія | 155,744   | 6.10   | 11    | −17                   |
|                                           | Свобода і солідарність                                              | Свобода і солідарність                                              | 150,266   | 5.88   | 11    | −11                   |
|                                           | Словацька національна партія                                        | Словацька національна партія                                        | 116,420   | 4.56   | 0     | −9                    |
|                                           | Партія угорської спільноти                                          | Партія угорської спільноти                                          | 109,483   | 4.29   | 0     | 0                     |
|                                           | Народна партія — Наша Словаччина                                    | Народна партія — Наша Словаччина                                    | 40,460    | 1.58   | 0     | 0                     |
|                                           | 99 %- громадянський голос                                           | 99 %- громадянський голос                                           | 40,488    | 1.59   | 0     | *                     |
|                                           | Зміна знизу — Демократична унія Словаччини                          | Зміна знизу — Демократична унія Словаччини                          | 33,155    | 1.30   | 0     | *                     |
|                                           | Партія Вільне Слово — Нори Мойсей                                   | Партія Вільне Слово — Нори Мойсей                                   | 31,159    | 1.22   | 0     | *                     |
|                                           | Народна партія - Рух за демократичну Словаччину                     | Народна партія - Рух за демократичну Словаччину                     | 23,772    | 0.93   | 0     | 0                     |
|                                           | Комуністична партія Словаччини                                      | Комуністична партія Словаччини                                      | 18,583    | 0.73   | 0     | 0                     |
|                                           | Нація і справедливість — Наша партія                                | Нація і справедливість — Наша партія                                | 16,234    | 0.64   | 0     | *                     |
|                                           | Партія зелених (Словаччина)                                         | Партія зелених (Словаччина)                                         | 10,832    | 0.42   | 0     | 0                     |
|                                           | Право та справедливість                                             | Право та справедливість                                             | 10,604    | 0.42   | 0     | 0                     |
|                                           | Робимо це для дітей — Вільний форум                                 | Робимо це для дітей — Вільний форум                                 | 8,908     | 0.35   | 0     | 0                     |
|                                           | «Зелені»                                                            | «Зелені»                                                            | 7,860     | 0.31   | 0     | 0                     |
|                                           | Наш край                                                            | Наш край                                                            | 4,859     | 0.19   | 0     | 0                     |
|                                           | Партія демократичних лівих                                          | Партія демократичних лівих                                          | 4,844     | 0.19   | 0     | 0                     |
|                                           | Звичайні люди                                                       | Звичайні люди                                                       | 4,320     | 0.17   | 0     | 0                     |
|                                           | Партія підприємів Словаччини                                        | Партія підприємів Словаччини                                        | 3,963     | 0.16   | 0     | 0                     |
|                                           | Партія громадян Словаччини                                          | Партія громадян Словаччини                                          | 3,836     | 0.15   | 0     | 0                     |
|                                           | Партія циганської унії в Словаччині                                 | Партія циганської унії в Словаччині                                 | 2,891     | 0.11   | 0     | 0                     |
|                                           | Партія +1 голос                                                     | Партія +1 голос                                                     | 779       | 0.03   | 0     | 0                     |
| Загалом (явка 59,11 %)                    | Загалом (явка 59,11 %)                                              | Загалом (явка 59,11 %)                                              | 2,596,443 | 100.00 | 150   | –                     |
| * Не брали участі у попередніх виборах    |                                                                     |                                                                     |           |        |       |                       |
| Джерело: Slovak Statistical Office(англ.) |                                                                     |                                                                     |           |        |       |                       |